# Boni (Niger)
Boni (auch: Bony)  ist ein Dorf in der Landgemeinde Makalondi in Niger.

## Geographie
Das Dorf liegt an der Staatsgrenze zu Burkina Faso und am linken Ufer des Flusses Goroubi. Es befindet sich etwa 39 Kilometer westlich des Hauptorts Makalondi der gleichnamigen Landgemeinde, die zum Departement Torodi in der Region Tillabéri gehört. Zu den Siedlungen in der näheren Umgebung von Boni zählt Koguel im Norden.
Es herrscht das Klima der Sudanzone vor, mit einer durchschnittlichen jährlichen Niederschlagsmenge zwischen 600 und 700 mm.

## Geschichte
Die grenznahe Gegend um die Dörfer Boni und Kiki geriet Anfang 2021 in den Fokus bewaffneter Gruppen, die für gegen die Zivilbevölkerung gerichtete Morddrohungen und Sachbeschädigungen verantwortlich waren. Beim Versuch, einen mutmaßlich von Terroristen gelegten Sprengsatz zu entschärfen, starben in Boni am 27. Mai 2021 drei Angehörige der Streitkräfte Nigers. Im Mai 2021 flohen geschätzt 560 Personen aus 80 Haushalten aus den Siedlungen Boni, Allaréni, Bomanga, Djayel, Tangounga, Tchambouli, Tchangati und Tombolé Pabalouri vor der Gewalt in den Gemeindehauptort Makalondi. Dort kamen sie bei Gastfamilien oder in selbst errichteten Hütten am Ortsrand unter. Am 31. Juli 2021 geriet in Boni ein Militärkonvoi in einen terroristischen Hinterhalt. Dabei wurden 18 Soldaten und ein Zivilist getötet.
Eine Militärpatrouille zwischen dem Dorf und dem Departementshauptort Torodi wurde im August 2023 attackiert, wobei 17 Soldaten starben und 20 weitere verwundet wurden. Bei einem Terrorangriff am 20. Mai 2024 wurden in Boni mindestens sieben Soldaten und etwa zehn Terroristen getötet, ferner zwei Soldaten und ein Zivilist verwundet. Die Extremistengruppe Dschamāʿat Nusrat al-Islām wa-l-Muslimīn reklamierte diesen Angriff für sich.

## Bevölkerung
Bei der Volkszählung 2012 hatte Boni 627 Einwohner, die in 63 Haushalten lebten. Bei der Volkszählung 2001 betrug die Einwohnerzahl 413 in 44 Haushalten.

## Wirtschaft und Infrastruktur
Mit einem Centre de Santé Intégré (CSI) ist ein Gesundheitszentrum im Ort vorhanden. Boni liegt an einer markierten und gesicherten Transhumanz-Route der Westafrikanischen Wirtschaftsgemeinschaft, die aus Tolba kommend nach Burkina Faso führt. Der inoffizielle Grenzübergang bei Boni wird von Schmugglern und Migranten ohne gültige Reisedokumente genutzt.